# خوسه دواکا
خوسه دواکا (اسپانیایی: José Devaca‎؛ زادهٔ ۱۸ سپتامبر ۱۹۸۲) بازیکن فوتبال اهل پاراگوئه بود.
از باشگاه‌هایی که در آن بازی کرده‌است می‌توان به باشگاه فوتبال لیبرتاد، باشگاه فوتبال بانفیلد، باشگاه فوتبال گودوی کروز، باشگاه ورزشی سن لورنسو آلماگرو، و باشگاه فوتبال اودینزه اشاره کرد.
وی همچنین در تیم‌های ملی فوتبال زیر ۲۳ سال پاراگوئه و پاراگوئه بازی کرده‌است.